# Kyneatal
Kyneatal är inom matematiken heltal på formen
{\displaystyle 4^{n}+2^{n+1}-1}.
En ekvivalent formel är
{\displaystyle (2^{n}+1)^{2}-2}.
Det indikerar att ett Kyneatal är den n:te fjärde potensen plus det (n + 1):te Mersennetalet. Kyneatalen studerades av Cletus Emmanuel.
De första Kyneatalen är:
7, 23, 79, 287, 1087, 4223, 16639, 66047, 263167, 1050623, 4198399, 16785407, 67125247, 268468223, 1073807359, 4295098367, 17180131327, 68720001023, 274878955519, 1099513724927, 4398050705407, 17592194433023, … (talföljd A093069 i OEIS)

## Egenskaper
Den binära representationen av Kyneatal inleds med en etta, följt av n − 1 på varandra följande nollor, följt av n + 1 på varandra följande ettor, eller för att uttrycka det algebraiskt:
{\displaystyle 4^{n}+\sum _{i=0}^{n}2^{i}.}
23 är exempelvis 10111 i binära talsystemet, 79 är 1001111 etcetera. Skillnaden mellan det n:te Kyneatalet och det n:te Caroltalet är den (n + 2):te tvåpotensen.